# 张国兴 (1955年)
张国兴（1955年—），汉族，河北东光人，中华人民共和国政治人物、第十二届全国人民代表大会内蒙古地区代表。
毕业于中央党校法学专业，加入中国共产党。2013年，被选为全国人大代表。